# Rodney Carney
Rodney Dion Carney (Memphis, 5 aprile 1984) è un ex cestista statunitense.

## Carriera
È stato selezionato dai Chicago Bulls al primo giro del Draft NBA 2006 (16ª scelta assoluta).

## Palmarès
- NCAA AP All-America Second Team (2006)